# Nothing (film)
Nothing este un film canadian filozofic de comedie dramatic din 2003 regizat de Vincenzo Natali. În rolurile principale interpretează actorii David Hewlett și Andrew Miller.

## Prezentare
Filmul spune povestea a doi buni prieteni și colegi de cameră, Andrew, un agent de turism care este agorafob, și Dave, un ratat care lucrează într-un birou. Dave este dat afară de la serviciu după ce prietena lui îl reclamă pentru delapidare, Andrew este acuzat în mod fals de tentativă de molestare a copiilor, iar casa lor urmează să fie demolată până la sfârșitul zilei. Amândoi se ascund în casă în timp ce poliția, oficialii orașului și vecinii indignați o înconjoară. Când Dave și Andrew deschid ușa de la intrare aceștia descoperă că întreaga lume de dincolo de casa lor a dispărut, fiind înlocuită de un gol alb fără nicio caracteristică.

## Distribuție
- David Hewlett - Dave
- Andrew Miller - Andrew
- Gordon Pinsent - Man In Suit
- Marie-Josée Croze - Sara
- Andrew Lowery - Crawford
- Elana Shilling - Little Girl
- Soo Garay - Little Girl's Mother
- Martin Roach - Co-worker
- Angelo Tsarouchas - Foreman
- Rick Parker - Mounted Police Officer
- Maurice Dean Wint - Narrator
- Bobby the Turtle - Stan